# Emilio Ricci
Emilio Ricci (Torremaggiore, 17 gennaio 1891 – Doberdò del Lago, 27 agosto 1915) è stato un poeta italiano.
Medico e poeta, è diventato un eroe della Grande Guerra, perendo a causa del bombardamento della chiesa di Doberdò, allora adattata ad ospedale militare, dove ha inteso rimanere per accudire i suoi assistiti, indomitamente affrontando la morte.
Per l'alto suo sacrificio, gli sono state conferite solenni onorificenze: la Croce al merito di guerra, nel 1921, e la Medaglia d’argento al valor militare, nel 1924.

## Biografia
Uomo di acuto e versatile ingegno, ha compiuto a Napoli gli studi di Medicina, laureandosi a 23 anni, sempre coltivando la sua passione per le lettere e le lingue. Infatti conosceva perfettamente varie opere, in prosa e in versi, antiche e moderne, tra cui l'intera cantica dell’Inferno di Dante; è stato precoce traduttore delle Georgiche di Virgilio, fatica che gli ha procurato la prima notorietà a livello cittadino e nei dintorni; padroneggiava ben dieci lingue.
La sua statura intellettuale e morale ha meritato l'attenzione di non pochi studiosi sin dall'immediatezza della sua tragica scomparsa, in primo luogo del filosofo Benedetto Croce.
Autore tanto di opere in prosa quanto di scritti poetici, ciò che esprime la cifra più significativa della sua produzione, egli ha adottato uno stile sostenuto, di sapore classicheggiante, non alieno da slanci e palpiti di orientamento romantico: la sua concezione naturalista ed evoluzionista del mondo si abbinava alla passione per la vita e per l'umanità; essa pertanto informava toni e contenuto della sua opera, che risulta non inquadrabile in nessuna corrente letteraria e artistica a lui coeva.
Del Ricci si ricordano i Canti, la tragedia in versi Luigi Serio eroe della Repubblica partenopea, i poemetti Il Vesuvio (in frammenti) e Titanic, le opere in prosa incompiute Il sonno e La passione di Gesù Cristo, la traduzione in versi delle Georgiche di Virgilio, l'Epistolario.
Le sue spoglie, provvisoriamente tumulate nel cimitero di Redipuglia, dal 1922 riposano nel camposanto di Torremaggiore; la sua lapide è contraddistinta da un epitaffio formulato da Croce. La sua cittadina lo annovera tra i non pochi suoi figli illustri: gli ha dedicato una strada ed una scuola elementare.

## Opere
- La Georgica (P. Virgilio Marone) tradotta da Emilio Ludovico Ricci, Tipi Giovanni Morico, San Severo, 1908.
- Versi e lettere di Emilio Ricci, a cura della madre e con prefazione di B. Croce, Gius. Laterza & figli, Bari, 1916.